# Phare de Ballagh Rocks
Le phare de Ballagh Rocks est un petit phare situé sur l'Îlot Ballagh Rock (ou Carraig un Bealach) proche de l'île d'Arranmore au large de Leabgarrow dans le Comté de Donegal (Irlande). Il est géré par les Commissioners of Irish Lights (CIL).

## Histoire
Une première balise de 9 m a été érigée en 1875 sur cet emplacement, en pierre et peinte en blanc. Une bande noire a été ajoutée en 1926.
En 1982, il lui a été ajouté la lanterne avec une échelle d'accès, un local pour l'alimentation au gaz propane, un embarcadère et un chemin d'accès. Il a été converti à l'électricité en 1983. Le phare est situé à l'extrémité nord du canal entre l'île d'Arramore et le continent, 800 m environ au nord-est du village de Leabgarrow. Le phare est peint en blanc avec une bande horizontale noire. La lumière est sur la pointe de l'édifice et émet un flash blanc toutes les 2,5 secondes. L'installation n'est accessible qu'en bateau.